# Ed (magasin)
Pour les articles homonymes, voir ED.
 (juin 2008).
Si vous disposez d'ouvrages ou d'articles de référence ou si vous connaissez des sites web de qualité traitant du thème abordé ici, merci de compléter l'article en donnant les références utiles à sa vérifiabilité et en les liant à la section « Notes et références ».
Ed est une enseigne française de hard-discount, créée le 25 septembre 1978 et disparue en 2012, appartenant au groupe Promodès.
Au 3 juin 2009, elle comptait 916 magasins en France et plus de 10 000 salariés. L'enseigne avait aussi beaucoup développé sa branche franchise puisqu'elle comptait à fin novembre 2010 environ 170 magasins en franchise dans toute la France.
L'assortiment des magasins Ed était essentiellement alimentaire, les produits frais étaient placés au cœur du positionnement de l'enseigne. Ed proposait également dans tous les rayons, sa propre marque, Ed accueillait les grandes marques principales.

## Histoire

### Création et développement
Le 25 septembre 1978 ouvre en France le magasin Ed, l’épicier discount à Vincennes, avec un concept innovant, la qualité sans concession dans des magasins de proximité.
En 1981, le groupe Carrefour rachète les parts de Simon Bertault et se retrouve à parité avec Radar. En 1984, Radar revend à Carrefour sa participation dans Erteco et se retrouve seul sur ce créneau jusqu'à l'arrivée de Lidl et Leader Price en 1988. En 1987, Ed franchit le cap des 100 magasins. Erteco lance en 1989 l'enseigne Europa Discount, un format de magasin adapté aux banlieues et aux villes de province, proposant 600 m2 de surface de vente, ainsi qu'un parking. Le premier « Europa Discount » ouvre à Melun. L'enseigne agrandit son parc de magasins par des rachats, dont celui d'une trentaine de supermarchés Cédico en 1998. L'aménagement des magasins Ed est très « brut » : les produits sont présentés dans les cartons éventuellement sur palettes, le marchandisage est réduit à sa plus simple expression.
Depuis 1996, Carrefour décide de faire évoluer ce concept très « hard » vers une formule plus douce. On élargit l'assortiment à 1000 références, notamment en réintégrant une cinquantaine de produits de grandes marques. Un processus de relookage systématique du parc est enclenché. Chaque point de vente se voit progressivement pourvu d'une zone fruits et légumes, et les surgelés sont de plus en plus présentés dans des armoires et non plus dans les immenses bacs non fermés qui rendaient le magasin difficile à chauffer. En 2000, Carrefour décide d'abandonner les enseignes « Ed l'épicier discount » et « Ed - Europa Discount » au profit de l'enseigne « Ed, le marché discount ».
Les magasins Ed ainsi « embourgeoisés » se repositionnent progressivement sur le créneau du supermarché discount de proximité. L'enseigne, qui capte une clientèle plus large qu'à ses débuts, concentre désormais son développement sur le centre-ville et s'implante même dans les « beaux quartiers » parisiens.
En novembre 2000, l'enseigne adopte une nouvelle identité visuelle où le vert menthe « synonyme d'ouverture » remplace la couleur bleue et les pointillés de l'ancien logo.
En 2002, l'enseigne Ed regroupe 458 points de vente en France, dont 113 implantés à Paris et en banlieue parisienne (surface de vente moyenne : 250 m2) et 345 implantés dans les grandes villes de province (surface de vente moyenne : 680 m2).

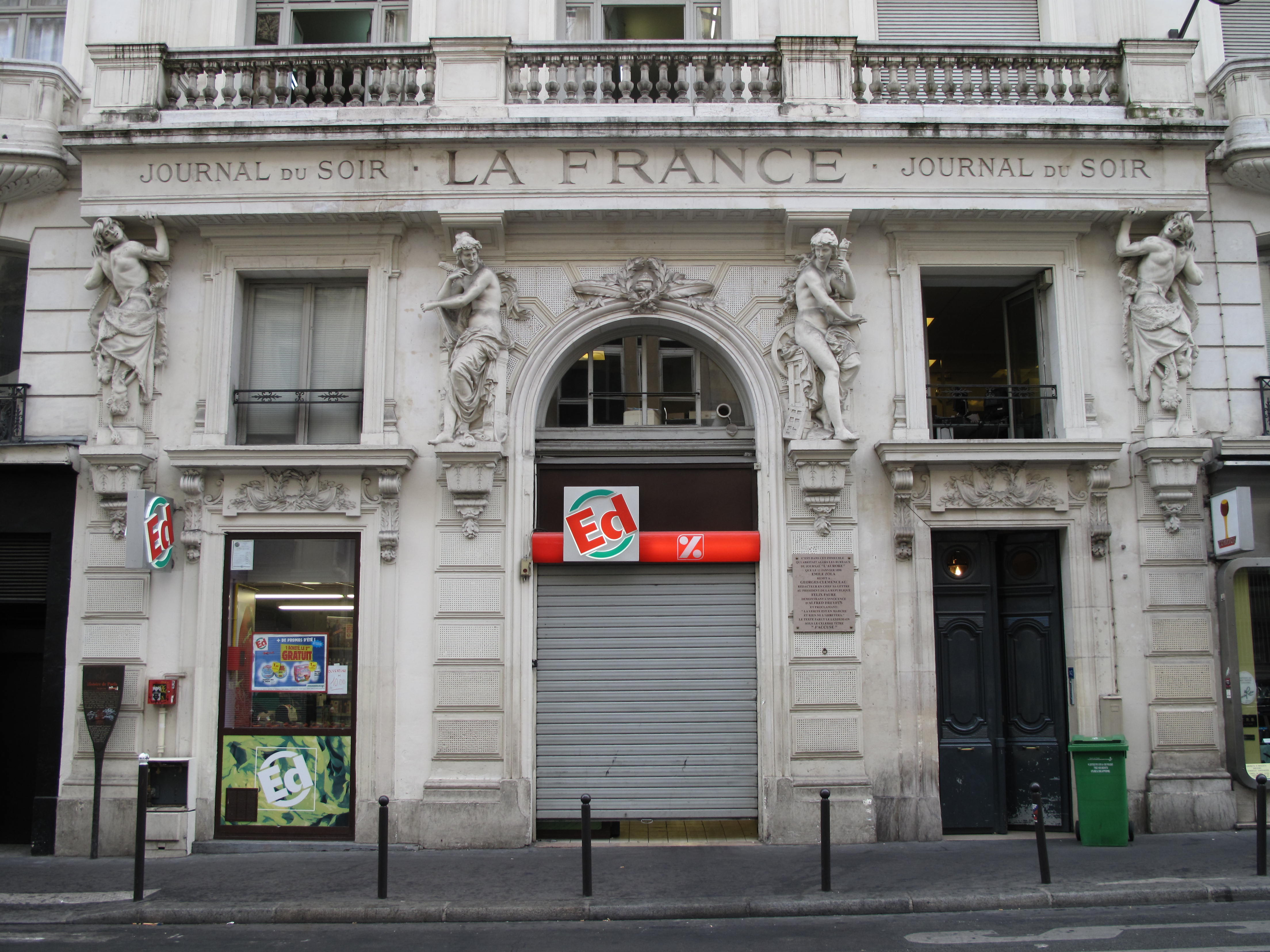
Magasin Ed Rue Montmartre à Paris.

Ed rachète la chaîne de magasins discount Penny Market en mai 2005, ainsi que 60 magasins de la filiale française de Edeka (Treff Market en France) dans l'est de la France en 2003.

### Transformation en Dia
En avril 2009, un test de passage sous l'enseigne Dia de certains magasins Ed est annoncé par le groupe Carrefour. Les magasins de Villeneuve-Saint-Georges et de Mâcon sont les premiers concernés. En 2009, l'enseigne Ed disparaît progressivement au profit de Dia.
Le changement d'enseigne s'accompagne d'un « nouveau concept », marquant la reprise en main par le groupe Carrefour de sa branche hard discount en France, et permettant de dégager de nouvelles synergies avec les autres enseignes du groupe. Les produits de la gamme Carrefour Discount, alors en plein développement, ne sont toutefois pas vendus en tant que tels chez Dia, qui possède sa propre marque distributeur Dia. « Mais, pour réduire les coûts d'approvisionnement, les deux marques distributeur auront les mêmes fournisseurs. », confie un expert. Ainsi, « il suffira de remplacer les emballages Dia par un emballage Carrefour Discount. » Carrefour réfléchit également à remplacer par des Dia certains supermarchés Champion, situés dans des zones à faible pouvoir d'achat, plutôt que d'évoluer en Carrefour Market. À l'inverse, les magasins Ed des quartiers chics pourraient être transformés en Carrefour City en centre-ville.
Fin 2010, 300 magasins Ed sont d'ores et déjà transformés en Dia. Le remplacement se poursuit jusqu'en 2012. L'enseigne se développe également beaucoup en franchise, avec à la fin de 2011 plus de 245 franchisés. En août 2013, elle existe encore à Morzine.
Le 12 février 2015, le groupe Carrefour dépose à nouveau le nom de l'enseigne avec un possible retour de cette dernière.